# ایلیرسکا بیتریتسا
ایلیرسکا بیتریتسا (اسلوونیایی: Ilirska Bistrica؛ ایتالیایی: Villa del Nevoso) در اسلوونی با جمعیت ۴٬۵۳۹ نفر است که در inner carniola واقع شده‌است.